# 로드 (노리플라이의 음반)
《로드》(Road)는 인디 락 음악 그룹 노리플라이의 1집 음반이다. 2009년 6월 9일 공개됨.

## 수록곡
1. 끝나지 않은 노래
2. 시야
3. 그대 걷던 길
4. World
5. 뒤돌아 보다
6. Fantasy Train
7. 흐릿해져
8. 오래전 그 멜로디
9. Violet Suit
10. Road
11. 바람은 어둡고